# Break (carruaje)

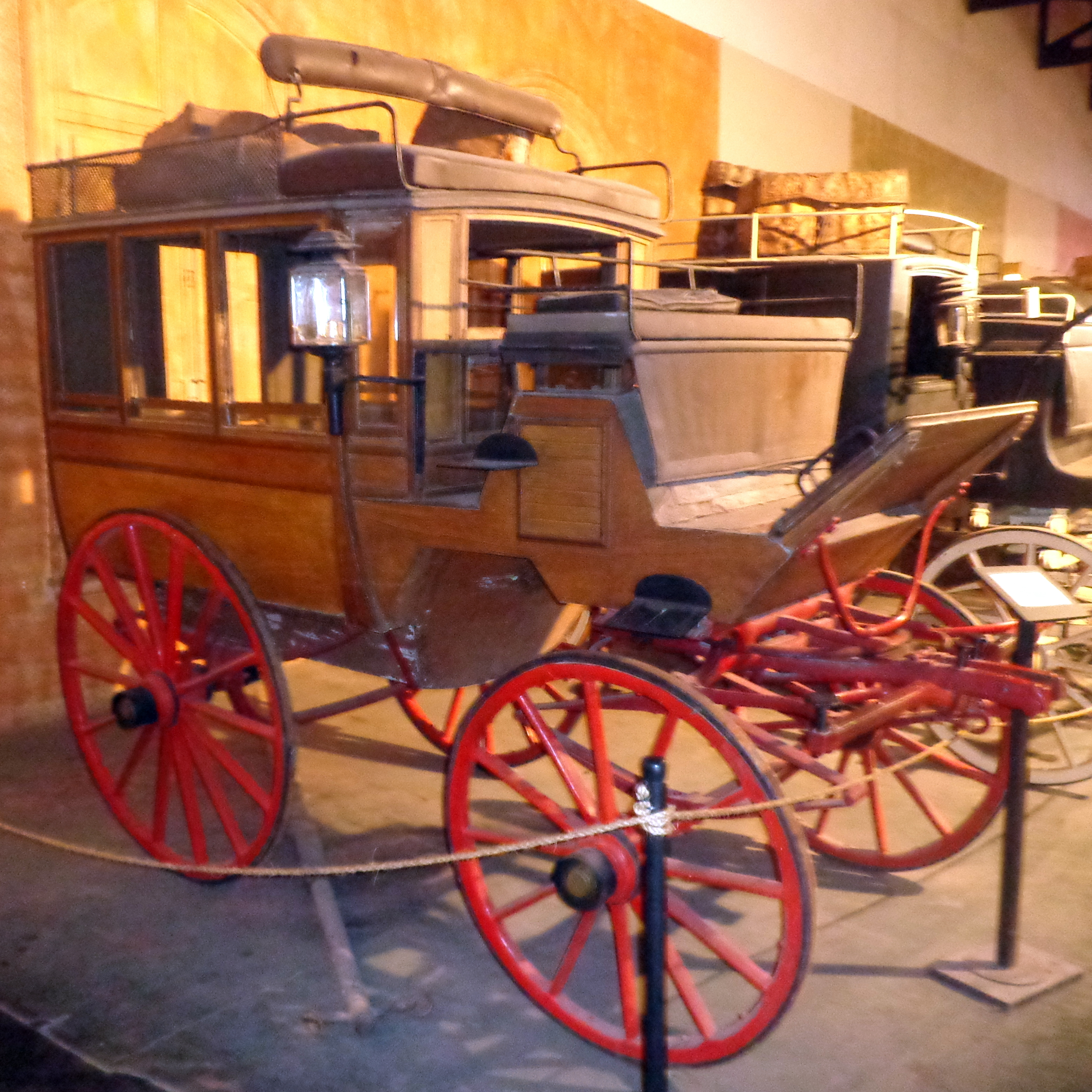

Se denomina break a un carruaje de cuatro ruedas tipo ómnibus que tiene asiento delantero para dos plazas y dos asientos laterales posteriores para cuatro plazas por lo menos y con bolada sobre cuatro ruedas, puerta trasera y estribo para dos asientos posteriores.

## Variedades
- Break de caza. Lleva dos asientos paralelos como el charabán y los dos interiores están vis à vis. Tiene asiento delantero elevado para dos plazas y otro trasero elevado como el anterior, puertas laterales entre los juegos de ruedas y sus estribos correspondientes.